# SN 2005kq
SN 2005kq – supernowa typu Ia odkryta 2 listopada 2005 roku w galaktyce A231120-0036. W momencie odkrycia miała maksymalną jasność 22,80m.